# Møllegade (Skanderborg)
Møllegade, der forbinder Adelgade med Vroldvej i Skanderborg, har navn efter Skanderborg Vindmølle.
Vindmøllen blev i 1851 placeret på et højtbeliggende område vest for byen tæt på den daværende Silkeborgvej, som derefter skiftede navn til Møllevej og senere Møllegade. 
Ved siden af møllebygningen blev der opført et beboelseshus, som i dag er det eneste levn fra møllen, der blev nedrevet i 1935. Møllebygningerne ligger i dag på Kastanjevej.
For at etablere en sikker skolevej til Morten Børup Skolen blev Møllegade i 2004 - 2005 omlagt med bl.a. blinklys og cykelstier.
Den lille stump af Møllegade mellem Adelgade og Sygehusvej blev i 2006 døbt Ole Lund Kirkegaards Stræde, da børnebogsforfatteren, Ole Lund Kirkegaards barndomshjem var Møllegade 11. 
|  | Denne artikel om en bygning eller et bygningsværk kan blive bedre, hvis der indsættes et (bedre) billede. Du kan hjælpe ved at afsøge Wikimedia Commons for et passende billede eller lægge et op på Wikimedia Commons med en af de tilladte licenser og indsætte det i artiklen. |

56°02′14″N 9°55′23″Ø / 56.03729°N 9.92308°Ø